# Armutlu
Armutlu est une ville et un district de la province de Yalova dans la région de Marmara en Turquie.

## Personnalité
- Ahmet Üzümcü, directeur de l'organisation pour l'interdiction des armes chimiques depuis 2010, né à Armutlu.